# Moravskoslezská fotbalová liga 1997/1998
V soubojích sedmého ročníku Moravskoslezské fotbalové ligy 1997/98 se utkalo 16 týmů každý s každým dvoukolovým systémem podzim–jaro. Tento ročník začal v srpnu 1997 a skončil v červnu 1998.
Do II. ligy postoupil vítěz, poslední dvě mužstva sestoupila do Divize D 1998/1999.

## Nové týmy v sezoně 1997/98
- Ze II. ligy 1996/97 nesestoupilo do MSFL žádné mužstvo.
- Z Divize D 1996/1997 postoupilo vítězné mužstvo TJ Kunovice a FC Zeman Brno (3. místo), z Divize E 1996/1997 postoupilo vítězné mužstvo TJ Biocel Vratimov.

## Nejlepší střelec
Nejlepším střelcem sezony se stal útočník Baníku Ratíškovice Petr Zemánek, který soupeřům nastřílel 24 branky.

## Konečná tabulka
| Poř. | Tým                    | Z  | V  | R  | P  | VG | OG | B  |
| ---- | ---------------------- | -- | -- | -- | -- | -- | -- | -- |
| 1.   | FC NH Ostrava          | 30 | 22 | 6  | 2  | 51 | 14 | 72 |
| 2.   | SK Baník Ratíškovice   | 30 | 18 | 7  | 5  | 72 | 33 | 61 |
| 3.   | FC Baník Ostrava „B“   | 30 | 16 | 3  | 11 | 61 | 41 | 51 |
| 4.   | FK MSA Dolní Benešov   | 30 | 13 | 9  | 8  | 61 | 42 | 48 |
| 5.   | TJ Biocel Vratimov (N) | 30 | 13 | 9  | 8  | 49 | 33 | 48 |
| 6.   | AFK VMG Kyjov          | 30 | 14 | 4  | 12 | 39 | 41 | 46 |
| 7.   | SK UNEX Uničov         | 30 | 13 | 5  | 12 | 45 | 37 | 44 |
| 8.   | SK Hranice             | 30 | 10 | 12 | 8  | 43 | 31 | 42 |
| 9.   | TJ Kunovice (N)        | 30 | 10 | 10 | 10 | 47 | 45 | 40 |
| 10.  | SK Sigma Olomouc „B“   | 30 | 11 | 6  | 13 | 46 | 53 | 39 |
| 11.  | FC Zeman Brno (N)      | 30 | 10 | 8  | 12 | 39 | 50 | 38 |
| 12.  | FC PSJ Jihlava         | 30 | 10 | 8  | 12 | 38 | 44 | 38 |
| 13.  | FC Boby Brno „B“       | 30 | 9  | 8  | 13 | 28 | 39 | 35 |
| 14.  | FK Krnov               | 30 | 7  | 4  | 19 | 37 | 61 | 25 |
| 15.  | ČSK Uherský Brod       | 30 | 5  | 5  | 20 | 22 | 67 | 20 |
| 16.  | VTJ Znojmo             | 30 | 4  | 6  | 20 | 28 | 75 | 18 |

Poznámky:
- Z = Odehrané zápasy; V = Vítězství; R = Remízy; P = Prohry; VG = Vstřelené góly; OG = Obdržené góly; B = Body; (S) = Mužstvo sestoupivší z vyšší soutěže; (N) = Mužstvo postoupivší z nižší soutěže (nováček)
- O pořadí na 4. a 5. místě rozhodlo lepší skóre Dolního Benešova, bilance vzájemných zápasů byla vyrovnaná: Dolní Benešov – Vratimov 3:3, Vratimov – Dolní Benešov 1:1
- O pořadí na 11. a 12. místě rozhodla bilance vzájemných zápasů: Zeman Brno – Jihlava 2:1, Jihlava – Zeman Brno 1:2

Zkratky:
- AFK =´Atleticko-fotbalový klub; ČSK = Český sportovní klub; FC = Football club; FK = Fotbalový klub; MSA = Moravsko-Slezské armatury; NH = Nová huť; PSJ = Pozemní stavby Jihlava; SK = Sportovní klub; TJ = Tělovýchovná jednota; UNEX = název sponzora klubu; VMG = Vetropack Moravia Glass (název sponzora klubu); VTJ = Vojenská tělovýchovná jednota

|  | Postup do II. ligy 1998/99   |
|  | Sestup do Divize D 1998/1999 |

## Výsledky
|                       | NHO | RAT | OVA | DBE | VRA | KYJ | UNI | HRA | KUN | OLO | JIH | ZEM | BRN | KRN | UHB | ZNO |
| --------------------- | --- | --- | --- | --- | --- | --- | --- | --- | --- | --- | --- | --- | --- | --- | --- | --- |
| FC NH Ostrava         | —   | 1:0 | 3:1 | 3:1 | 0:0 | 0:0 | 1:0 | 1:1 | 2:0 | 2:0 | 3:0 | 4:0 | 2:0 | 2:1 | 3:0 | 1:0 |
| SKU Baník Ratíškovice | 1:2 | —   | 2:1 | 0:0 | 2:0 | 2:1 | 1:0 | 4:2 | 2:1 | 6:2 | 2:1 | 4:0 | 2:0 | 6:2 | 2:1 | 7:1 |
| FC Baník Ostrava „B“  | 1:2 | 1:0 | —   | 2:2 | 1:0 | 1:2 | 2:1 | 2:0 | 0:0 | 5:2 | 0:1 | 2:0 | 4:0 | 3:1 | 4:0 | 6:1 |
| FK MSA Dolní Benešov  | 3:0 | 2:2 | 1:2 | —   | 3:3 | 1:0 | 1:1 | 0:0 | 6:2 | 1:3 | 5:0 | 2:1 | 1:0 | 5:2 | 5:1 | 4:0 |
| TJ Biocel Vratimov    | 0:0 | 3:3 | 2:1 | 1:1 | —   | 1:0 | 6:0 | 3:1 | 3:1 | 1:2 | 2:1 | 3:0 | 2:1 | 1:0 | 4:0 | 2:0 |
| AFK VMG Kyjov         | 1:0 | 1:3 | 1:0 | 2:1 | 2:0 | —   | 2:1 | 0:1 | 2:3 | 1:0 | 1:1 | 2:0 | 1:2 | 3:2 | 4:0 | 0:2 |
| SK UNEX Uničov        | 0:2 | 3:1 | 3:2 | 0:1 | 2:0 | 4:0 | —   | 0:1 | 4:1 | 1:0 | 3:0 | 0:3 | 0:1 | 4:0 | 3:0 | 4:1 |
| SK Hranice            | 0:0 | 0:0 | 4:1 | 0:1 | 2:0 | 4:1 | 2:2 | —   | 1:0 | 3:1 | 0:0 | 0:0 | 1:1 | 5:1 | 5:0 | 2:0 |
| TJ Kunovice           | 1:4 | 0:0 | 4:0 | 2:2 | 1:1 | 1:1 | 0:0 | 1:1 | —   | 3:2 | 2:0 | 4:1 | 4:0 | 0:2 | 0:0 | 5:2 |
| SK Sigma Olomouc „B“  | 0:0 | 1:5 | 3:1 | 4:1 | 0:0 | 2:3 | 2:4 | 2:1 | 2:1 | —   | 1:1 | 1:3 | 1:0 | 0:2 | 2:0 | 1:2 |
| FC PSJ Jihlava        | 1:2 | 0:0 | 1:2 | 3:1 | 3:2 | 5:0 | 1:1 | 4:2 | 0:1 | 1:1 | —   | 1:2 | 2:1 | 1:0 | 1:1 | 2:1 |
| FC Zeman Brno         | 1:2 | 3:3 | 1:4 | 4:2 | 1:4 | 1:0 | 4:0 | 1:0 | 1:3 | 0:1 | 2:1 | —   | 1:1 | 3:1 | 1:1 | 2:1 |
| FC Boby Brno „B“      | 0:1 | 2:1 | 0:3 | 0:0 | 3:0 | 0:1 | 0:2 | 1:1 | 2:2 | 2:2 | 0:0 | 2:2 | —   | 1:2 | 1:0 | 2:0 |
| FK Krnov              | 1:2 | 0:2 | 0:3 | 2:1 | 1:1 | 1:1 | 1:2 | 0:0 | 3:1 | 1:3 | 2:3 | 1:1 | 1:2 | —   | 1:0 | 5:0 |
| ČSK Uherský Brod      | 0:4 | 1:4 | 2:4 | 1:3 | 1:1 | 2:4 | 1:0 | 1:0 | 0:2 | 0:3 | 3:0 | 0:0 | 0:2 | 3:0 | —   | 2:1 |
| VTJ Znojmo            | 0:2 | 1:5 | 2:2 | 1:4 | 0:3 | 0:2 | 0:0 | 3:3 | 1:1 | 2:2 | 1:3 | 0:0 | 0:1 | 2:1 | 3:1 | —   |

## Soupisky mužstev

### FC NH Ostrava
J. Rektořík (-/0),
Tomáš Sedlák (-/0),
J. Šrajbr (-/0) -
Pavel Cirkl (-/2),
Milan Cudrák (-/4),
Petr Freisler (-/1),
Vladimír Chalupa (-/2),
Daniel Kaspřík (-/14),
P. Klemens (-/0),
Pavel Kubánek (-/4),
Jaroslav Laub (-/0),
Jiří Mohyla (-/1),
L. Odstrčilík (-/0),
Radek Opršal (-/0),
Rostislav Pikonský (-/5),
M. Randýsek (-/0),
Bohuslav Škopek (-/0),
Roman Šťástka (-/9),
Tomáš Šťástka (-/0),
Radomír Víšek (-/1),
Rostislav Vojáček (-/0),
T. Voznica (-/7),
Artur Wojnarovský (-/1) -
trenéři Milan Albrecht a Zdeněk Hanus

### FC Baník Ostrava „B“
Marek Čech (-/0),
Vladimír Hranoš (-/0) -
René Benefi (-/0),
Lubomír Blaha (-/13),
Z. Duda (-/0),
Josef Dvorník (-/0),
Tomáš Faruga (-/0),
Josef Hoffmann (-/2),
Zdeněk Hrňa (-/0),
Marek Jankulovski (-/1),
Jaroslav Josefík (-/0),
Miroslav Kaloč (-/1),
M. Kašík (-/0),
Rostislav Kiša (-/1),
M. Kreml (-/0),
Radek Kreml (-/0),
Michael Kubík (-/4),
M. Kučera (-/1),
Karel Kula (-/1),
Marcel Lička (-/4),
J. Mališka (-/0),
Miroslav Mikulík (-/1),
Milan Páleník (-/8),
A. Páník (-/0),
Marek Poštulka (-/1),
Milan Prčík (-/1),
Petr Ruman (-/2),
Libor Sionko (-/4),
Vladimír Skalba (-/1),
Antonín Šimurda (-/0),
M. Šubrt (-/5),
Radomír Víšek (-/0),
Radim Wozniak (-/2),
Libor Žůrek (-/2) -
trenér Pavol Michalík

### SK Sigma Olomouc „B“
M. Hýbner (-/0),
M. Matějček (-/0),
J. Vít (-/0) - 
Jiří Balcárek (-/2),
Adam Brzezina (-/0),
Marcel Cupák (-/4),
Jiří Gába (-/0),
Marek Heinz (-/5),
Marek Hollý (-/1),
M. Hýbner (-/4),
Aleš Chmelíček (-/5),
Leoš Kalvoda (-/0),
David Kobylík (-/2),
Radim König (-/2),
Jiří Krohmer (-/3),
Petr Mašlej (-/1),
Marek Prášilík (-/3),
J. Stach (-/0),
Michal Ševela (-/0),
Lubomír Štrbík (-/4),
Martin Šustáček (-/1),
Martin Švestka (-/3),
R. Tichý (-/1),
M. Vašíček (-/1),
Tomáš Večeřa (-/0),
Jiří Vít (-/0),
P. Vrána (-/0),
Aleš Zlínský (-/1) -
trenér Leoš Kalvoda

### FC PSJ Jihlava
Martin Bílek (-/0),
Martin Padrnos (-/0),
Pavel Pospíchal (-/0) -
M. Beránek (-/0),
Daniel Bratršovský (-/1),
B. Brůzl (-/0),
L. Habermann (-/0),
R. Chylík (-/1),
Ivo Koníř (-/11),
P. Kračmar (-/2),
J. Kuba (-/0),
P. Kuchta (-/2),
P. Moravec (-/0),
M. Morkus (-/1),
A. Neckář (-/0),
J. Novický (-/1),
M. Pazderník (-/0),
Lubomír Slavík (-/6),
L. Staněk (-/3),
P. Svítil (-/0),
M. Šancl (-/4),
Petr Tržil (-/0),
Miroslav Třasoň (-/1),
L. Vítů  (-/5) -
trenér Jiří Novotný

### FC Boby Brno „B“
M. Brzobohatý (-/0),
P. Chronich (-/0),
P. Jakoubek (-/0) –
Tomáš Abrahám (-/1),
Petr Bartes (-/3),
Petr Baštař (-/1),
Vladimír Chaloupka (-/1),
Lukáš Jiříkovský (-/1),
P. Jurnečka (-/0),
Přemysl Kovář (-/3),
M. Kropáček (-/5),
Patrik Křap (-/0),
Milan Macík (-/0),
R. Minařík (-/0),
L. Navrátil (-/0),
Lukáš Nechvátal (-/0),
Milan Pacanda (-/1),
Jan Palinek (-/1),
Rostislav Pavelka (-/0),
Jan Polák (-/0),
M. Poredský (-/0),
Jarmil Pospíšil (-/0),
Miroslav Prchlý (-/0),
K. Průša (-/1),
T. Říha (-/0),
Patrik Siegl (-/1),
L. Svat (-/0),
Pavel Šustr (-/5),
M. Tůma (-/0),
M. Válek (-/0),
Karel Večeřa (-/2),
Roman Veselý (-/0),
Jan Votava (-/0),
Martin Zbončák (-/1),
P. Žalud (-/0), 
Martin Živný  (-/0) –
trenér Oldřich Janusicza

### ČSK Uherský Brod
M. Kalivoda (-/0),
F. Kubáník (-/0),
F. Martínek (-/0) –
... Antl (-/1),
P. Bílek (-/1),
M. Boďa (-/0),
P. Cigoš (-/0),
Tomáš Čapka (-/3),
... Červinka (-/0),
R. Ferenc (-/0),
Aleš Hrabalík (-/0),
Pavel Chlachula (-/4),
K. Jahoda (-/0),
J. Kociňák (-/0),
Martin Kočica (-/0),
L. Křapa (-/0),
M. Lysoněk (-/1),
R. Mahdal (-/0),
J. Mahdalík (-/8),
Tomáš Martinek (-/0),
M. Němčický (-/0),
M. Ondřejka (-/0),
M. Orlovský (-/0),
A. Plášek (-/0),
M. Rodek (-/0),
P. Skopalík (-/3),
Josef Slovák (-/0),
J. Sotolář (-/0),
L. Staroba (-/0),
V. Tomeček (-/1) –
trenéři Antonín Jurča a Ladislav Jánský

### VTJ Znojmo
J. Alexa (-/0),
M. Boháč (-/0),
V. Elis (-/0),
P. Gronich (-/0) –
Libor Baláž (-/3),
M. David (-/0),
P. Divácký (-/1),
Z. Doležal (-/2),
A. Doválel (-/0),
M. Fojtík (-/0),
M. Hudec (-/0),
P. Jurnečka (-/0),
P. Kabátek (-/0),
A. Kolman (-/0),
M. Kostík (-/1),
P. Košťál (-/0),
D. Kubálek (-/0),
Marek Látal (-/0),
A. Lorenc (-/0),
P. Macháček (-/0),
Z. Macháček (-/0),
J. Mališka (-/0),
J. Novotný (-/0),
Radek Opršál (-/0),
Jorgos Paraskevopulos (-/1),
R. Pavlíček (-/0),
T. Pěnkava (-/3),
... Pokorný (-/3),
K. Roupec (-/3),
Petr Samek (-/2),
P. Sameš (-/0),
L. Schafr (-/0),
P. Spišiak (-/1),
L. Zakopal (-/3),
P. Žalud (-/0) –
trenér Jiří Fryš